# Composé sandwich

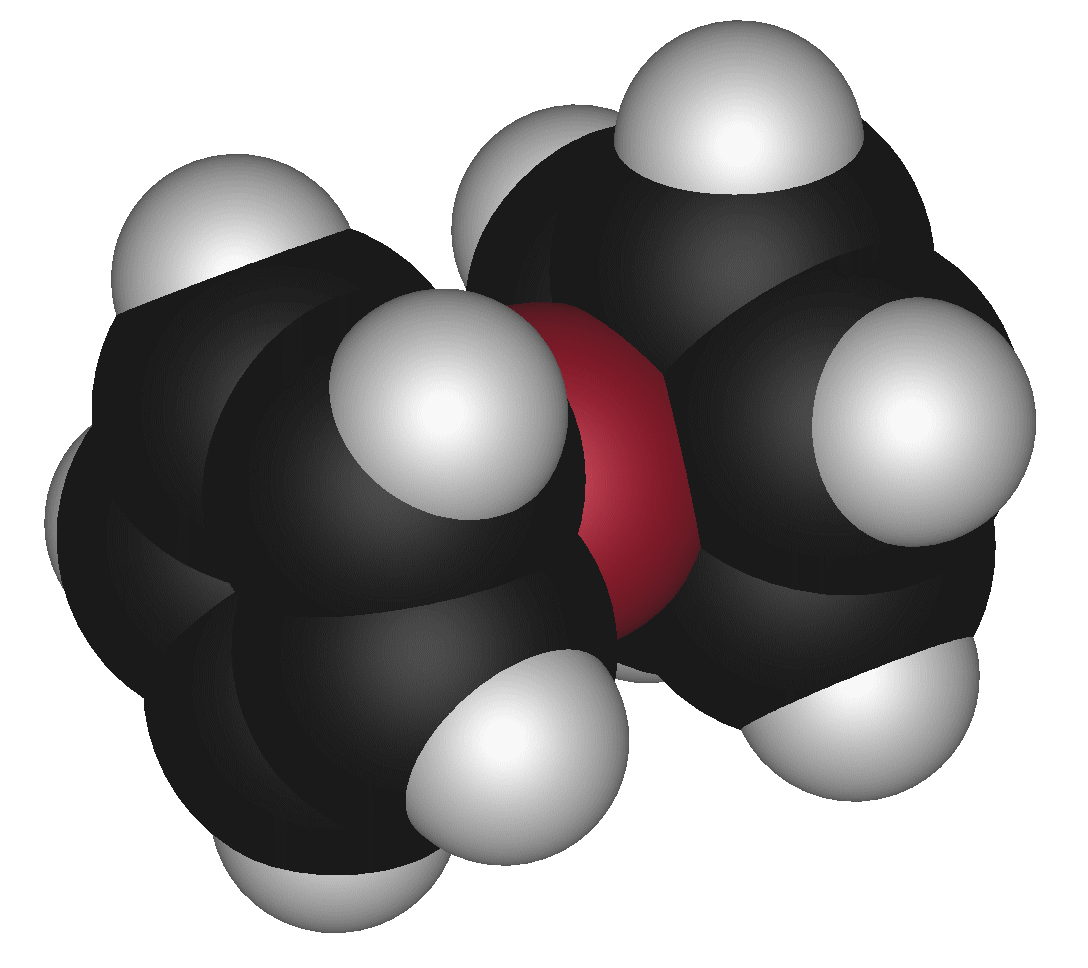
Modélisation 3D du ferrocène, montrant sa conformation décalée.

En chimie organométallique, un composé sandwich est un composé chimique comportant un métal lié par liaisons haptiques à deux ligands arène (CnHn) substitués (par exemple Cn(CH3)n) ou dérivé hétérocyclique (par exemple BCnHn+1). On parle de composé « sandwich » car le métal est généralement situé entre les cycles, comme la garniture d'un sandwich. Une sous-classe importante de complexes sandwich sont les métallocènes.

## Historique
Le terme de composé sandwich a été introduit dans la nomenclature organométallique au milieu des années 1950 dans un rapport de J.D. Dunitz, L.E. Orgel et R.A. Rich, qui confirme la structure du ferrocène par cristallographie aux rayons X, cette structure correcte ayant été proposée quelques années plus tôt par Robert Burns Woodward. Cette structure aida à expliquer les conformères du ferrocène, une molécule comportant un atome de fer pris en « sandwich » entre deux cycles de cyclopentadiénure parallèles. Ce résultat permis de démontrer la puissance de la cristallographie aux rayons X, et accéléra le développement de la chimie organométallique.

## Typologies

### Métallocènes et apparentés

Conformères du magnésocène.

Les membres les plus connus de la famille des composés sandwich sont les métallocènes, de type bis(cyclopentadiényl)métal, complexes de formule générale (η5-C5H5)2MII (où M = Cr, Fe, Co, Ni, Pb, Ru, Rh, Sn, Ti, V, Mo, W, Zn, Zr), constitués d'un atome métallique central à l'état d'oxydation +2 pris en sandwich entre deux ligands cyclopentadiényle (C5H5)− dont les plans sont parallèles. Le ferrocène (η5-C5H5)2Fe est le premier d'entre eux à avoir été caractérisé, en 1951, puis des métallocènes ont été produits avec une série d'autres métaux de transition, comme le nickelocène (η5-C5H5)2Ni, le cobaltocène (η5-C5H5)2Co, le chromocène (η5-C5H5)2Cr, le ruthénocène (η5-C5H5)2Ru, le vanadocène (η5-C5H5)2V, le rhodocène (η5-C5H5)2Rh et l'osmocène (η5-C5H5)2Os. Certains métallocènes sont à base de métaux alcalino-terreux, comme le magnésocène (η5-C5H5)2Mg, ou de métaux pauvres, comme le plombocène (η5-C5H5)2Pb. Les cycles cyclopentadiényle ne sont pas parallèles dans le stannocène (η5-C5H5)2Sn, tandis que le manganocène [(η5-C5H5)2Mn]n est polymérique. Certains, comme le zirconocène (η5-C5H5)2Zr, nécessitent des ligands stabilisateurs pour exister, ce qu'on observe par exemple dans le dichlorure de zirconocène (η5-C5H5)2ZrCl2, le dichlorure de titanocène (η5-C5H5)2TiCl2, le dichlorure de molybdocène (η5-C5H5)2MoCl2 et le dichlorure de niobocène (η5-C5H5)2NbCl2.

.

.

Outre les métallocènes, les composés sandwich comptent également :
- des complexes de cyclopentadiényle (η1-C5H5)(η5-C5H5)MII, comme le béryllocène (η1-C5H5)(η5-C5H5)Be, qui tend vers (η3-C5H5)(η5-C5H5)Be en phase gazeuse[4] ;
- des complexes de cyclopentadiényle mixtes (ηn-CnHn)(η5-C5H5)M, dont (η7-C7H7)(η5-C5H5)Ti et (η5-C5Ph5)(η5-C60)Fe (« bucky ferrocène ») où le ligand fullerène C60 agit comme un analogue de cyclopentadiényle[5] ;
- des complexes de bis(benzène) (η6-C6H6)2M0, où le métal M est à l'état d'oxydation 0, l'exemple le plus connu étant le bis(benzène)chrome (η6-C6H6)2Cr ;
- des complexes de bis(cyclooctatétraénure) (η8-C8H8)2MIV, où le métal M est à l'état d'oxydation +4, typiquement des actinocènes tels que l'uranocène (η8-C8H8)2U et le plutonocène (η8-C8H8)2Pu ;
- des complexes de bis(cyclobutadiène) (η4-C4H4)2M0, où le métal M est à l'état d'oxydation 0, comme l'évanescent (η4-C4H4)2Fe dont on connaît des dérivés accréditant la possibilité de son existence[6] ;
- des complexes métal-carborane (métallacarboranes), qui forment une famille très vaste et très diversifiée de composés formés d'ions de métaux de transition coordonnés à des ligands carborane pour former des cages polyédriques dont la taille varie de 6 à 15 sommets. Ce sont par exemple les complexes bis(dicarbollide)[7] tels que les anions de la forme [M(C2B9H11)2]z−, comme le [(η5-C2B9H11)2Fe]2−, analogue du ferrocène, et des sandwiches de carboranes plus petits tels que (R2C2B3H5)M(C2B4H6) et (R5C5)M(R′2C2B4H4), où M est un métal de transition et R et R′ des groupes méthyle ou éthyle[8],[9].

On connaît par ailleurs des complexes sandwich contenant des ligands purement inorganiques, comme (η5-Me5C5)Fe(η5-P5), voire [(η5-P5)2Ti]2− qui est entièrement inorganique.

### Composés demi-sandwich

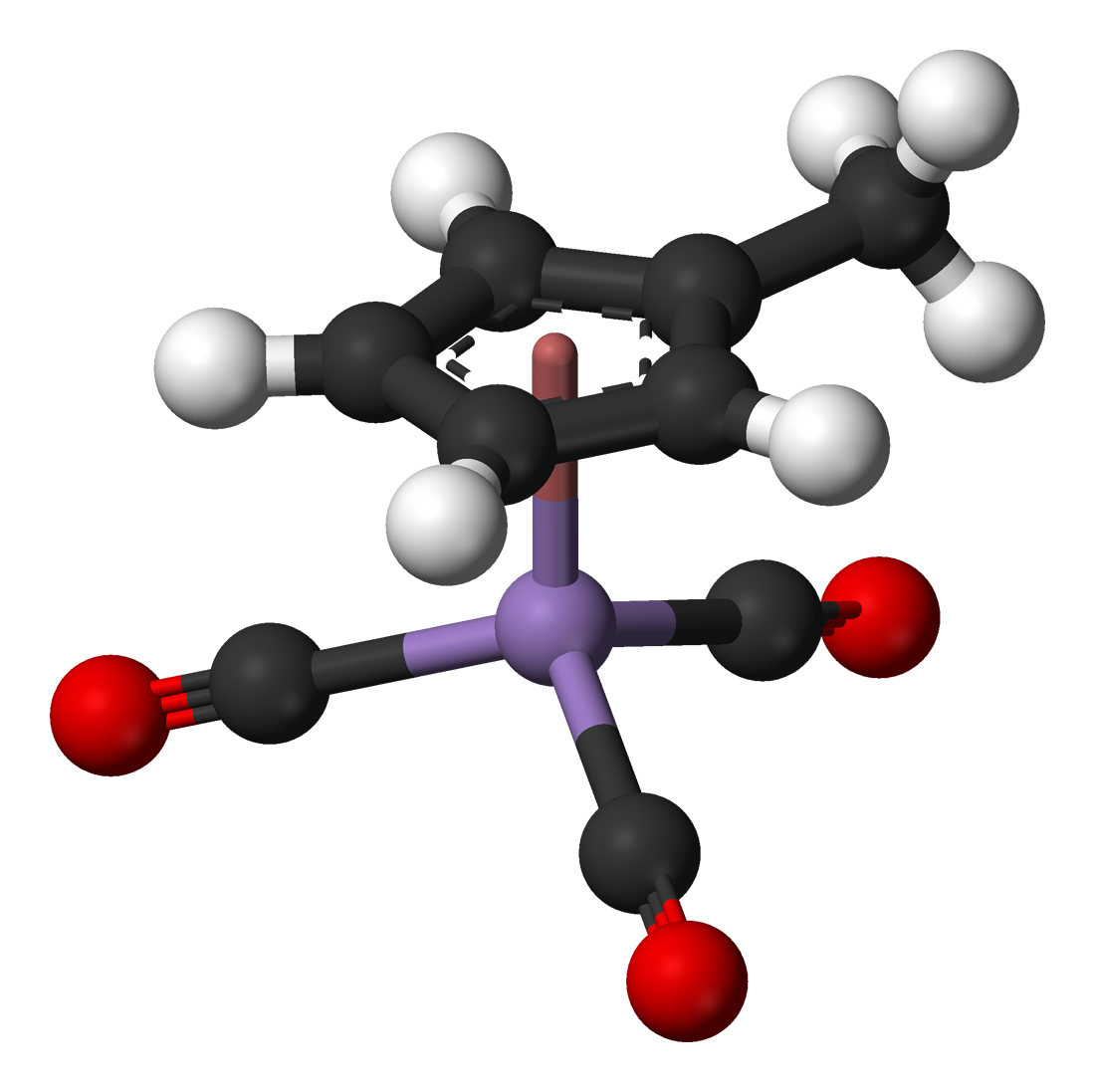
Modèle boules-bâtons du MMT, un complexe en tabouret de piano.

#### Composés demi-sandwich monométalliques
Les complexes métalliques formés d'un seul ligand organique plan lié de face au lieu de deux constituent une autre sous-famille de composés, les composés demi-sandwich dont l'exemple le plus connu est sans doute le (méthylcyclopentadiényl)manganèse tricarbonyle (MMT). De tels composés sont également dits « en tabouret de piano », les ligands opposés au ligand organique formant un « pied », attaché à « l'assise » de l'hydrocarbure cyclique (benzène ou cyclopentadiène),.

#### Composés demi-sandwich dimétalliques

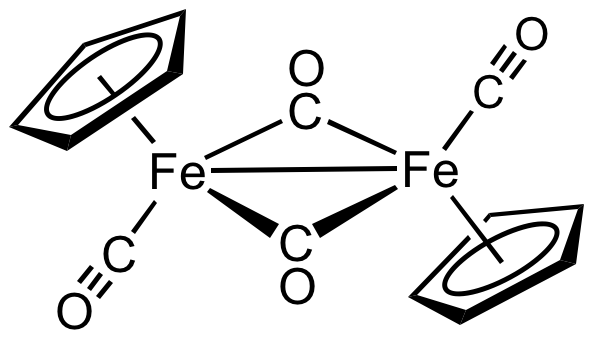
Dimère de (cyclopentadiényl)fer dicarbonyle en configuration trans.

Des composés comme le dimère de (cyclopentadiényl)fer dicarbonyle et le dimère de (cyclopentadiényl)molybdène tricarbonyle peuvent être considérés comme des cas particuliers de demi-sandwich, mais ils sont dimétalliques. Un composé structurellement proche est le [(η6-C6H6)RuCl(µ-Cl)]2.

### Sandwiches multi-niveaux
Le premier complexe sandwich multi-niveau découvert est le complexe de triscyclopentadiényle dinickel dicationique [Ni2Cp3](BF4)2. Depuis lors, de nombreux composés sandwich proches ont été découverts, en particulier des triple-niveaux. Une méthode pratique pour en synthétiser est d'attacher un Cp*Ru+ à un composé sandwich préexistant.

### Sandwiches inversés
Dans ces composés anti-bimétalliques, les métaux sont liés par un simple cycle carbocyclique. On compte parmi ces composés {(THF)3Ca}2(1,3,5-triphénylbenzène) et {(Ar)Sn}2COT.

### Composés sandwich doubles et multimétalliques
Une autre famille de composés sandwich sont les composés ou plus d'un métal est pris en sandwich entre deux cycles carbocyliques. On compte dans cette famille V2(indényl)2, Ni2(COT)2 et Cr2(pentalène)2.
Le tableau ci-dessous montre un exemple de composé sandwich multimétallique dans lequel quatre atomes de palladium en chaîne sont pris en sandwich entre deux unités de pérylène ; le contre-ion de ce complexe est un tétraarylborate.
|  |  | Sandwich pérylène tétrapalladium. |

## Applications
Le ferrocène et le (méthylcyclopentadiényl)manganèse tricarbonyle (MMT) ont été utilisés comme antidétonants (en). Certains métallocènes pliés de zirconium et d'hafnium sont des pré-catalyseurs efficaces pour la polymérisation du propène. Beaucoup de complexes demi-sandwich de ruthénium, tels que les dérivés du dimère de dichlorure de (cymène)ruthénium catalysent l'hydrogénation par transfert, une réaction utile en synthèse organique.